# Linh Nhã
Linh Nhã (tiếng Trung: 苓雅區; bính âm: Língyǎ Qū) là một khu (quận) của thành phố Cao Hùng, Trung Hoa Dân Quốc (Đài Loan). Đây là quận trung tâm về mặt địa lý của khu vực đô thị của Cao Hùng, tòa thị chính Cao Hùng nằm tại quận này. Linh Nhã có diện tích 8,1522 km², dân số vào tháng 8 năm 2011 là 182.195 người thuộc 71.962 hộ gia đình, mật độ cư trú đạt 22349,2 người/km².